# Вирий Непоциан (консул 336 г.)
Вижте пояснителната страница за други личности с името Непоциан.
Вижте пояснителната страница за други личности с името Вирий Непоциан.
Вирий Непоциан (на латински: Virius Nepotianus; † 337) е политик и сенатор на Римската империя през 4 век.

## Биография
Син е или внук на Вирий Непоциан (консул 301 г.).
Женен е за Евтропия, дъщеря на император Констанций I Хлор и Флавия Максимиана Теодора и полусестра на император Константин I. Неговият син Флавий Юлий Попилий Непоциан Констанций (Непоциан) е през 350 г. римски узурпатор purpuram sumpsit.
По времето на император Константин I Велики на 1 януари 336 г. Вирий става консул заедно с Тетий Факунд.